# Charles Greville
Charles Greville, född 2 april 1794, död 17 januari 1865, var en brittisk dagboksförfattare, sonson till Francis Greville, 1:e earl av Warwick.
Greville var 1821–1859 sekreterare i Privy Council. Hans dagböcker från åren 1817–1860, utgivna under titeln The Greville Memoirs i 8 band 1875–1887 utgör ett värdefullt bidrag till Englands 1800-talshistoria.